# Юргамыш (Курганская область)
Юргамы́ш — рабочий посёлок в Курганской области РФ, административный центр Юргамышского района, центр городского поселения Юргамышский поссовет. Расположен в нескольких километрах к северу от одноимённой реки.
Железнодорожная станция на линии Челябинск — Курган в 56 км к западу от Кургана.
Население — 6465 чел. (2021).

## История
Название «Юргамыш» в переводе с башкирского означает «болотистое место».
Дореволюционный период
Строительство транссибирской железной дороги началось в 1891 году. Началось по утвержденному царём плану. Отсыпать железнодорожное полотно стали одновременно почти на всём протяжении пути. Для этого наряжали крестьян окрестных сёл и деревень со своим инструментом и даже с повозками и лошадьми. Дорога строилась однопутной — поэтому железнодорожное полотно было достаточно узким. На плане железнодорожной дороги были утверждены разъезды для железнодорожных составов, железнодорожные станции, и водонапорные башни с бассейном для заправки водой паровозов. В 1891 году начали отсыпать полотно для будущей железнодорожной станции Юргамыш. Хотя первый поезд прошел через станцию Юргамыш в 1894 году, годом основания станции считается 1891.
В 1898 году население Юргамыша состояло только из 8 семей (Уфимцевы, Владимирцевы, Колупаевы, Варлаковы, Титовы, Гасниковы, Ульянины, и Макеевы). Жили они там, где сейчас находится восточный конец Вокзальной улицы. Небольшое болото, расположенное между баней и нефтебазой, называлось тогда Сафроновым, и со всех сторон было окружено зарослями густых ракит. Оно имело такое название потому, что поле, находящаяся возле него, принадлежало Сафрону Ивановичу Колупаева — жителю только что основавшегося Юргамыша и переехавшему в него из Малого Белого. Территория нынешнего Юргамыша севернее улицы Пушкина, была занята сплошным берёзовым лесом. Та же часть территории посёлка, где находится здание бывшего райисполкома и сад, являлась пашней, принадлежащей Ф. Е. Гасникову. От Сталинской улицы (сейчас улица Мира) на восток в направлении к мехлесокомбинату тянулся большой участок государственного берёзового леса («Обрезной лес»). Так выглядел наш посёлок до 1900 года.
В 1900 году на станции Юргамыш 18 дворов, 123 жителя. Учитель истории Кипельской школы, краевед, Владимир Иванович Дюсюбаев выписал данные по Кислянской волости за 1916 год, опубликованные в книге «Список населённых мест Челябинского уезда Оренбургской губернии» (Челябинск, 1916). Посёлок Юргамыш в 1916 году входил в состав Кислянской волости, в нём находилось одноклассное министерское училище, медицинский врачебный пункт, ветеринарно-врачебный пункт, земельская станция, почтово-телеграфное отделение, 10 лавок, еженедельные базары по средам, ярмарки: Казанская 17-22 октября; Афанасьевская 14-18 января, Сорока святых 5-9 марта, Тихоновская 13-20 июня. Паровая мукомольная мельница, в посёлке 52 двора, 135 душ мужского пола, 124 женского пола, всего 259 человек. А всего в Кислянской волости проживало 11142 человека. В Юргамышской школе учителем работала Елизавета Степановна Кузьмина (с 1905 года). Вблизи железнодорожной станции Юргамыш, в основном на северной стороне, рос посёлок, его назвали также как и станцию Юргамыш.
Советский период
Особое значение станция Юргамыш имела в первый год советской власти. На склады станции Юргамыш свозили зерно с района, грузили его в вагоны и отправляли в Петроград. Но 4 июня 1918 года на станции появились восставшие чехи. Они расстреляли бывшего матроса Василия Семёновича Карпова. В районной газете «Рассвет» имя Карпова В. С. часто встречалось. В Юргамыше есть улица имени Карпова, на месте его расстрела установлен памятник, на доме где он жил, установлена мемориальная доска. В газетах его называют «первым председателем Малобеловодского сельсовета», «балтийским матросом», «участником штурма Зимнего».
В 1919 году в Мало-Беловодской волости Челябинского уезда образован Малобеловодский сельсовет.
В 1924 году волостное деление было ликвидировано. На основании постановления Президиума Уралоблисполкома от 27 февраля 1924 года в составе Курганского округа Уральской области РСФСР образован Юргамышский район с центром в пос. Юргамыше. С этого времени наступает этап дальнейшего развития Юргамыша, усиление его значения в жизни района. До 1920-х годов Юргамыш был очень маленькой станцией. Территория его ограничивалась теперешней Вокзальной улицей. В 1924 году образован Юргамышский район. Посёлок начал расти.
14 декабря 1925 года образован Юргамышский сельсовет, выделен из Малобеловодского сельсовета Юргамышского района. К концу 1930-х годов его территория уже простиралась от элеватора до нефтебазы и от первых построек с южной стороны железнодорожной линии до улицы Советской. Незадолго до Великой Отечественной войны были построены улицы Свободы и Труда. Во время войны на восточной окраине поселка расположилась трудармейская часть под названием «Новостройка — 24», а на западную окраину в самом конце войны переехала из деревни Щучье другая часть — ОСМЧ — 22 (отдельная строительно-монтажная часть № 22). Восточный край Юргамыша, где на месте трудармейского производства остался мехлесокомбинат, и поныне называют Стройкой. А вот ОСМЧ не оставила о себе никакой памяти: часть эту через год перевели в Каргаполье, наскоро построенные контора и бараки для рабочих быстро обветшали и были заменены новыми строениями, а на территории части расположился сначала трест «Маслопром», потом — ремонтно-строительное управление. Но со времен ОСМЧ посёлок стал расти в западном направлении и, в конце концов, слился с колхозом «Красный пахарь», который прежде был отделён от поселка полями и перелесками. Теперь Красный Пахарь не только улица поселка, но и весь западный край Юргамыша.
12 февраля 1944 года пос. Юргамыш отнесён к категории рабочих посёлков.
В конце 1950-х годов на северо-востоке, за Стройкой, обосновалась исправительно-трудовая колония, и близлежащий район становится постепенно ещё одним краем, который так и называют — Колония. В это же время растут и улицы «за линией» — к югу от железной дороги. На юго-западе в пору электрификации Транссибирской магистрали стояли вагончики строительно-монтажного поезда. Там было много молодёжи, и образовалась, говоря теперешним языком, неформальная танцплощадка. От официальной, расположенной в районном саду (ныне вымокшем), она отличалась большей свободой нравов и потому получила шутливое название Франция. Словечко, став названием этого края, уцелело. Разросся посёлок и к северу: в послевоенные годы появились улица Матросова и следующие, ей параллельные. Особого названия этот край не получил.
Указом Президиума Верховного Совета РСФСР от 1 февраля 1963 года Юргамышский район упразднён, Юргамышский поссовет передан в Куртамышский сельский район.
Указом Президиума Верховного Совета РСФСР от 3 марта 1964 года образован Мишкинский сельский район, в состав которого вошёл Юргамышский поссовет.
Указом Президиума Верховного Совета РСФСР от 12 января 1965 года Мишкинский сельский район преобразован в Мишкинский район.
Указом Президиума Верховного Совета РСФСР от 3 ноября 1965 года образован Юргамышский район, в состав которого вошёл Юргамышский поссовет.

### Российский период
Кризис 90-х, развал почти всех предприятий неизбежно привел к деградации поселка. Происходил отток населения, кризис социальной сферы, уменьшение объёма строительства жилья и т. д. Застраиваются улицы Чехова, Российская и некоторые другие точечные постройки домов.

## Население
| 1901  | 1916  | 1926  | 1939  | 1959  | 1970  | 1979  |
| ----- | ----- | ----- | ----- | ----- | ----- | ----- |
| 123   | ↗259  | ↗963  | ↗3815 | ↗6696 | ↗7967 | ↗8574 |
| 1989  | 2002  | 2009  | 2010  | 2011  | 2012  | 2013  |
| ↗9078 | ↘8070 | ↘7561 | ↗7616 | ↗7634 | ↘7610 | ↘7571 |
| 2014  | 2015  | 2016  | 2017  | 2018  | 2019  | 2020  |
| ↘7548 | ↘7541 | ↘7522 | ↗7556 | ↗7650 | ↗7696 | ↘7617 |
| 2021  |       |       |       |       |       |       |
| ↘6465 |       |       |       |       |       |       |

За 2010 год в п. Юргамыше родились на 17 человек меньше, чем зарегистрировано умерших, что нарушило сложившуюся тенденцию по увеличению естественного прироста населения в райцентре за последние три года. В п. Юргамыше наблюдается превышение числа прибывших граждан над числом выбывших на 78 человек.

## Транспорт
Юргамыш пересекает ЮУЖД, имеется одноимённая станция. Немного севернее поселка проходит федеральная дорога М51. На станции Юргамыш останавливаются несколько поездов следующих на восток и запад России. Электропоезда имеются из Кургана в Шумиху, и в Челябинск, и наоборот. Маршрутные автобусы ездят в Курган и по району практически в каждую деревню. На М51 имеется остановка, где останавливаются междугородние автобусы. Также из Куртамыша в Челябинск через Юргамыш курсирует автобус.

## Экономика

### Советский период
В советский период в поселке располагалось значительное количество предприятий: Лесокомбинат, кирпичный завод в Пермяковке, асфальтовый завод, пищекомбинат, хлебокомбинат ныне практически не работающий, молокозавод существующий и поныне, несколько строительно-монтажных предприятий, нефтебаза, элеватор (сейчас используется только главное здание). В поселке располагается женская исправительная колония № 7 (на территории бывшей воспитательной колонии). Строится значительное число объектов социальной сферы: школа, спорткомплекс 1980, детсады, районный дом культуры, кинотеатр (сейчас магазин мебели), Центральная районная больница 1969. Массовое жилищное строительство, посёлок разрастается во все стороны.
В начале 70-х годов построена и запущена в работу крупная нефтеперекачивающая станция.

### Постсоветский период
В настоящее время весь промышленный потенциал поселка это: мясокомбинат ООО «ВИТ», лесхоз, молокозавод, ГУП «Юргамышская типография», хлебокомбинат. Имеются общеобразовательная и музыкальная школы, больница, 2 библиотеки, дом культуры. 16 декабря 2008 года открыт новый железнодорожный вокзал. Есть планы по восстановлению кирпичного завода и строительству НПЗ, но этого требуется привлечение крупного инвестора.
3 октября 2005 было начато строительство газопровода Шумиха — Мишкино — Юргамыш, призванного обеспечить природным газом более 100 населённых пунктов Курганской области. 23 января 2010 года открылся универсам торговой сети «Магнит». 28 декабря 2010 года в п. Юргамыш состоялся торжественный пуск основной газовой магистрали Мишкино — Юргамыш и в район подан природный газ. В течение 2010 года в Юргамыше открылось 2 кафе: «Камелот» и «Галактика» (бывший ресторан «Русь»). В 2012 году был открыт магазин «Метрополис».